# Thalera aeruginata
Thalera aeruginata là một loài bướm đêm trong họ Geometridae.